# Microtheciella
Microtheciella, monotipski rod pravih mahovina smješten u vlastitu porodicu Microtheciellaceae, dio je reda Hypnales. Jedina je vrsta M. kerrii iz Tajlanda.